# Poreč Trophy 2015
Il Poreč Trophy 2015, trentunesima edizione della corsa, valida come evento dell'UCI Europe Tour 2015 categoria 1.2, si svolse il 7 marzo 2015 su un percorso totale di circa 143 km. Fu vinto dallo sloveno Marko Kump, che terminò la gara in 3h25'59" alla media di 41.65 km/h.
All'arrivo 161 ciclisti portarono a termine il percorso.

## Ordine d'arrivo (Top 10)
| Pos. | Corridore           | Squadra         | Tempo    |
| ---- | ------------------- | --------------- | -------- |
| 1    | Marko Kump          | Adria Mobil     | 3h25'59" |
| 2    | Erik Baška          | AWT-Greenway    | a 3"     |
| 3    | Maksym Averin       | Synergy Baku    | a 9"     |
| 4    | Alexander Wachter   | Tirol Cycling   | s.t.     |
| 5    | Bartłomiej Matysiak | CCC Sprandi     | s.t.     |
| 6    | Sergej Nikolaev     | Itera-Katusha   | s.t.     |
| 7    | Lubos Malovec       | Cycling Academy | s.t.     |
| 8    | Fabio Chinello      | Unieuro-Wilier  | s.t.     |
| 9    | Rok Korošec         | Radenska        | s.t.     |
| 10   | Marco Tizza         | Idea 2010       | s.t.     |